# Операція «Активні зусилля»
Операція «Активні зусилля» — військово-морська операція Організації Північноатлантичного договору. Проводиться у Середземному морі і призначена для запобігання пересування терористів або зброї масового знищення. Вона також направлена на підвищення безпеки судноплавства в цілому. Це одна з перших військово-морських операцій, вжитих НАТО у відповідності 5 статті Північноатлантичного договору, який передбачає колективну оборону і перша в історії операція, яка проводиться Альянсом згідно договору в цілому.

## Історія
Операція розпочалася 4 жовтня 2001 як одна з восьми відповідей НАТО на теракти 11 вересня. Хоча формально активні дії не розпочиналися до 16 жовтня. Військово-морські сили Постійного угрупування НАТО у Середземномор'ї (STANAVFORMED), які брали участь у навчаннях «Дестінед глорі» 2001 року біля південного узбережжя Іспанії, були перекинуті з метою забезпечення негайного військової присутності НАТО в Східному Середземномор'ї. Поточна операція проводиться почергово постійними військово-морськими угрупуваннями НАТО: СНМГ-1 та СНМГ-2.
4 лютого 2003 Північноатлантична рада вирішила продовжити «Ектів індевор» включивши до її повноважень (а, по суті — обов'язків) ескорт невійськових суден, що проходять через Гібралтарську протоку для підтримки безпеки в цьому районі і для збільшення безпеки кораблів союзників.
29 квітня 2003 відповідно до нового рішення Північноатлантичної ради, спеціально сформована група зі складу операції «Ектів індевор» розпочала свою діяльність у Середземномор'ї для підвищення ефективності поточної військово-морської операції проти підозрюваних у терористичній діяльності. Операція проводяться відповідно до норм міжнародного права. Більше ста шістдесяти суден були затримані для перевірки (станом на 1 червня 2010 р.).
Кілька підводних човнів, класу Ула, Королівських ВМС Норвегії були розгорнуті в Середземному морі в підтримку операції НАТО «Ектів індевор», де їх здатність до збору інформації перевершили всі очікування. Їх готовність до роботи, виявилася найвищою з усіх кораблів, що беруть участь в операції.
15 вересня 2006, НАТО дозволив долучитися до операції російському кораблю «Питлівий».
З початку операції «Ектів індевор», кораблі провели моніторинг понад 100000 суден (станом на червень 2010 року) та провели затримання 100. Вони також супроводжують більше 480 суден через Гібралтарську протоку аж до зупинки супроводу у 2004 році.
4 грудня 2001, судна Алісео, Форміон і Елрод були залучені до операції порятунку 84 цивільних осіб з катастрофи на нафтовій вишці. При сильному вітрі і складних умовах, вертоліт з італійського судна Алісео за 14 рейсів зумів витягнути усіх 84 робітників з палаючої нафтової вишки.
2 січня 2002, іспанський фрегат Естремадура і Нідерландський танкер Амстердам, військовий корабель Великої Британії Бігль і грецька берегова охорона проводили операції спрямовану на порятунок пасажирів корабля, що тонув біля берегів Криту. Екіпаж судна Бігль відремонтував протікаючий корпус і пошкоджений двигун постраждалого судна, до того як погода почала погіршуватися, грецькі вертольоти розпочали евакуацію жінок та дітей на Крит та танкер Амстердам. 3 січня 2002 постраждале судно відбуксирували у безпечне місце грецьким рибальським судном.
При проведенні контртерористичних операцій в Середземному морі, кораблі, зі складу операції «Ектів індевор» також надали допомогу грецькому уряду у протидії нелегальнії імміграції. Станом на 23 березня 2006 року сили НАТО попередили грецьку берегову охорону про судно під назвою  Кристал. Берегова охорона перехопила корабель і заарештували капітана і членів екіпажу, які намагалися провезти 126 нелегальних іммігрантів.
Віце-адмірал Роберто Чезаретті на рахунок цієї події зауважив: «Хоча в основному ця подія відноситься до злочинців, є також повідомлення для терористів — ми тут шукаємо вас, і коли ми знайдемо — вам не буде місця, щоб сховатися.»
В інтерв'ю контр-адмірал Річард Ліман, начальник штабу морського командування — Неаполь в червні 2006 року, зауважив, що кількість фрегатів, що брали участь в операції постійно змінювалась, на даний час тільки три фрегати знаходяться у постійному патрулюванні Середземномор'я, два резервних корвета з Греції та Туреччини, а також невеликий підводний флот. Проте, під час активної фази операції кількість кораблів, може піднятися до 16 суден з залученням сил і засобів СНМГ-1 та СНМГ-2.
Ізраїль підписав угоду про взаємодію 4 жовтня 2006, після 6 червня 2007 року — Меморандум про взаєморозуміння між штабом морського командування Неаполь та ізраїльських ВМС. Ізраїльський офіцер зв'язку був призначений до штабу 29 січня 2008.
Інші країни Середземномор'я висловили зацікавленість у співпраці в операції «Ектів індевор». Договір з Марокко був підписаний 2 червня 2008 року. За його умовами, 22 жовтня 2009 року, Марокко за допомогою тактичного меморандуму про взаєморозуміння приступає до участі в операції.
Договір з Грузією був підписаний 26 березня 2008 року. Меморандум про взаєморозуміння — 28 квітня 2010 року.
Ґрунтуючись на досвіді, досягнутому протягом багатьох років, операція функціонує в мережевому вигляді і більше не покладається на постійно призначені одиниці. Проте, продовжує проводити активні дії і як і раніше готова проводити інспекції в морі. Нові технології, експлуатація розробок в галузі обміну інформації, більш тісної співпраці та обміну інформацією з країнами Середземноморського діалогу і Партнерства заради миру дозволили значно підвищити ефективність проведення операції. Операція призвела до більш тісної співпраці країн, як членів НАТО, так і претендентів на членство.